# Büsterwalde
Büsterwalde war ein Ort im Kreis Heiligenbeil in Ostpreußen. Heute befindet sich seine Ortsstelle im Stadtkreis Mamonowo (Heiligenbeil) in der russischen Oblast Kaliningrad (Gebiet Königsberg (Preußen)).

## Geographische Lage
Die Ortsstelle von Büsterwalde liegt am Ostufer des Frischen Haffs (russisch Kaliningradski saliw) im äußersten Südwesten der Oblast Kaliningrad. Bis zur Stadt Mamonowo (Heiligenbeil) sind es sieben Kilometer in östlicher Richtung.

## Geschichte
1677 ist das Gründungsjahr des kleinen Ortes Biesterwalde, der nach 1820 Büsterwalde genannt wurde. Das Gutsdorf kam 1874 zum neu errichteten Amtsbezirk Carben (ab 1931: Karben, russisch Prigorkino) im ostpreußischen Kreis Heiligenbeil im Regierungsbezirk Königsberg. Im Jahre 1910 zählte Büsterwalde 23 Einwohner.
Am 30. September 1928 verlor Büsterwalde seine Eigenständigkeit und wurde in die Landgemeinde Leysuhnen (3918 bis 1945 Leisuhnen, russisch Schtschukino) eingegliedert.
Mit dem gesamten nördlichen Ostpreußen fiel Büsterwalde 1945 in Kriegsfolge an die Sowjetunion. Dabei verlor sich seine Spur. Weder ist eine russische Namensgebung noch eine Zuordnung zu einem Dorfsowjet bekannt. Vielleicht wurde der Ort nicht mehr besiedelt, oder aber er ging im Nachbarort Schtschukino auf. Heute gilt er als untergegangen. Seine Ortsstelle liegt nun im Gebiet des Stadtkreises Mamonowo (Heiligenbeil) in der Oblast Kaliningrad der Russischen Föderation.

## Religion
Büsterwalde gehörte bis 1945 zum Kirchspiel der evangelischen Kirche Heiligenbeil in der Kirchenprovinz Ostpreußen der Kirche der Altpreußischen Union. Auch römisch-katholischerseits war Büsterwalde nach Heiligenbeil – im damaligen Bistum Ermland – eingepfarrt.

## Verkehr
Die nur noch schwerlich wahrzunehmende Ortsstelle Büsterwaldes ist über eine Landwegverbindung von Schtschukino aus zu erreichen.